# Diskografie Rickyho Martina (singly)
Toto je diskografie věnovaná singlům portorického pop zpěváka-skladatele Rickyho Martina. 

## Důležité zkratky
- Americká hitparáda billboard "Hot Latin Songs" je ve tvaru zkratky (příklad: #1.US Latin).
  - Hitparáda "Hot 100", její zkratka jednoduše (příklad: #1.US).

## Ricky Martin
debutové španělské album roku 1991

1991
- "Fuego Contra Fuego"

1992
- "El Amor De Mi Vida"
- "Vuelo"
- "Dime Que Me Quieres"
- "Susana"
- "Juego De Ajedrez"
- "Ser Feliz"

## Me Amarás(album roku 1993)
Vlastní článek: Me Amarás
1993
- "Me Amarás"
- "Que Día Es Hoy"

1994
- "Entre El Amor Y Los Halagos"
- "No Me Pidas Más"

## A Medio Vivir(album roku 1995)
Vlastní článek: A Medio Vivir
1995
- "Te Extraño, Te Olvido, Te Amo"
- "María"

1996
- "A Medio Vivir"
- "Fuego De Noche, Nieve De Día"
- "Cómo Decirte Adiós"
- "Bombón De Azúcar"

1997
- "Volverás"
- "Nada Es Imposible"
- "Dónde Estarás"
- "Corazón"

## Hercules: An Original Walt Disney Records Soundtrack (Spanish version) (Soundtrack roku 1997)
1997
- "No Importa La Distancia"

## Vuelve (album roku 1998)
Vlastní článek: Vuelve
1998
- "Vuelve"
- "The Cup of Life / La copa de la vida"
- "La Bomba"
- "Perdido Sin Ti"
- "Por Arriba, Por Abajo"

1999
"Corazonado"

## Ricky Martin(první anglické album roku 1999)
Vlastní článek: Ricky Martin album 1999
1999
- "Livin' La Vida Loca"
- "She's All I Ever Had / Bella"
- "Shake Your Bon-Bon"

2000
- "Private Emotion" (ft. Meja)

## Sound Loaded(album roku 2000)
Vlastní článek: Sound Loaded
2000
- "She Bangs"

2001
- "Nobody Wants To Be Lonely" (duet s Christinou Aguilarovou. Vydaná verze na albu, obsahuje Solovou verzi.) / "Sólo Quiero Amarte"
- "Loaded"

- - Skladby "Amor" (2001) a "Come To Me" (2002), byly vydané jako singly ke kompilaci The Best Of Ricky Martin roku 2001 .

## Almas Del Silencio(album roku 2003)
Vlastní článek: Almas del Silencio
2003
- "Tal Vez"
- "Jaleo"
- "Asignatura Pendiente"
- "Juramento"
- "Juramento"
- "Y Todo Queda En Nada"

## Life(album roku 2005)
Vlastní článek: Life
2005
- "I Don't Care" (featuring Fat Joe and Amerie) /  "Qué Mas Da" (featuring Fat Joe and Debi Nova)
- "Drop It On Me" (featuring Daddy Yankee, Debi Nova and Taboo)

2006
"It's Alright" (featuring M. Pokora) / "Déjate Llevar"

## MTV Unplugged(album roku 2006)
Vlastní článek: MTV Unplugged
2006
- "Tu Recuerdo" (featuring La Mari)
- "Pégate"

2007
- "Gracias Por Pensar En Mí"

"Con Tu Nombre"

## Live: Black And White Tour(album roku 2007)
2007
- "Somos La Semilla"

## Música + Alma + Sexo(album roku 2011)
Vlastní článek: Música + Alma + Sexo
2010
- "The Best Thing About Me Is You" (ft. Joss Stone) / "Lo Mejor De Mi Vida Eres Tú" (ft. Natalia Jiménez)

2011
- Shine
- "Más"
- "Frío" (ft. Wisin & Yandel)
- "Samba" (with Claudia Leitte)

## Come With Me(singl roku 2013)
2013
- "Come With Me"

## One Love, One Rhythm – The 2014 FIFA World Cup Official Album(album roku 2014)
2014
- "Vida"

## A Quien Quiera Escuchar(album roku 2015)
Vlastní článek: A Quien Quiera Escuchar
2014
- "Adiós"

2015
- "Disparo al Corazón"
- "La Mordidita" (featuring Yotuel)